# El Pozo (San Juan Cancuc)
El Pozo es una localidad del estado mexicano de Chiapas. Es parte del municipio de San Juan Cancuc.

## Demografía
| Gráfica de evolución demográfica |
|                                  |

| Censo | Población |
| ----- | --------- |
| 1940  | 15        |
| 1950  | 20        |
| 1960  | 200       |
| 1970  | 10        |
| 1980  | 916       |
| 1990  | 1 401     |
| 2000  | 1 262     |
| 2010  | 1 758     |
| 2020  | 2 326     |